# With or Without You
With or Without You ist einer der bekanntesten Songs der irischen Rockband U2 und wurde im März 1987 als erste Single aus dem Album The Joshua Tree veröffentlicht. 
Der Song ist nach I Still Haven’t Found What I’m Looking For der am häufigsten gecoverte von U2 und war die erste Single der Band, die auf CD erschien. Im Jahr 2004 wurde With or Without You vom Rolling Stone auf Platz 131 der 500 besten Songs aller Zeiten gewählt.

## Entstehung und Thematik
Das Lied wurde 1986 in den Windmill Lane Studios in der irischen Hauptstadt Dublin für das Album The Joshua Tree aufgenommen. Wie schon beim vorherigen Album wirkten Brian Eno und Daniel Lanois als Produzenten am Album mit. Die im März 1987 veröffentlichte EP war die erste Single nach The Unforgettable Fire, welche zwei Jahre zuvor erschienen war.
Laut U2-Sänger Bono gelten Scott Walkers Album Climate of Hunter sowie die Righteous Brothers und die Walker Brothers als Inspirationsquellen für das Lied. Das Lied sei auch „davon beeinflusst, dass wir zu viel Roy Orbison gehört hatten.“
Obwohl der Text des Liedes viele Interpretationsmöglichkeiten bietet – wie zum Beispiel religiöse Sehnsucht oder Drogenkonsum – erklärte Bono in einem Interview, dass es sich bei dem Song um ein Liebeslied handle. Dem Magazin Rolling Stone sagte der Frontmann, dass der Song ein verdrehtes Liebeslied sei, das von der Gewalttätigkeit der Liebe sowie von Eigentümerschaft und Besitztum handelt. Der durch eine unglückliche Liebe verursachte Schmerz ist in dem Lied vor allem durch schmerzvolle Symbole dargestellt, wie es beispielsweise die Verse „See the thorn twist in your side“ („Sieh den Dorn sich in deiner Seite drehen“), „On a bed of nails she makes me wait“ („Auf einem Nagelbrett lässt sie mich warten“) und „My hands are tied / My body bruised“ („Meine Hände sind gefesselt, mein Körper zerschrammt“) verdeutlichen.

„With Or Without You […] untersuchte die Gewalttätigkeit der Liebe. Liebe ist das nächste Gefühl zu Hass, Macht das nächste zu Unterwerfung und Sadismus das nächste zu Masochismus. Bono erklärte: ‚Es war interessant für mich, da ich dies in mir selbst und in den anderen Leuten um mich herum sehe. Liebe ist ein zweischneidiges Schwert und ich wollte nicht über Romantik schreiben, da es mich nicht so sehr interessiert wie die andere Seite.‘“

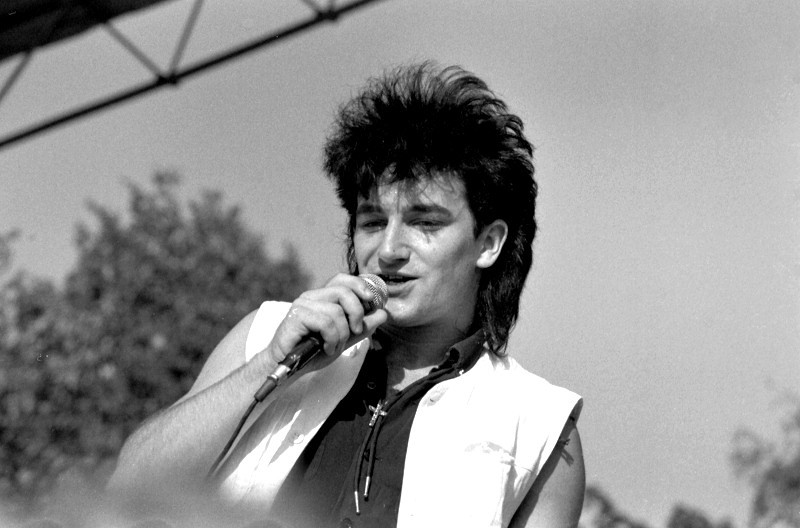
With or Without You behandelt nicht nur die Thematik von schmerzhafter Liebe, sondern verweist auch auf Bonos persönliche Gedanken über seine Karriere.

Trotzdem lässt sich in dem Lied auch ein persönlicher Bezug zu Bono finden, der sich zu dieser Zeit als Sänger dem Publikum ausgesetzt fühlte, worunter sowohl sein Privatleben als auch die Band selbst litten.

„In With or Without You, wenn es and you give yourself away and you give yourself away heißt, wissen alle anderen Bandmitglieder, was das bedeutet. Es geht darum, wie ich mich manchmal bei U2 fühle: ausgesetzt. Ich weiß, die Band denkt, dass ich ausgesetzt bin, und die Gruppe fühlt, dass ich mich selbst hinweggebe. Und lustigerweise sagte Lou Reed zu mir: ‚Was du hast, ist ein richtiges Geschenk: Gib es nicht her, denn die Leute wissen den Wert davon nicht richtig einzuschätzen.‘ Und ich denke, dass, wenn ich der Gruppe Schaden zufüge, es deshalb ist, weil ich zu offen bin. Zum Beispiel halte ich bei Interviews nicht die Karten in der Hand und spiele die richtige aus, weil ich es tun oder nicht tun muss. Das ist der Grund, warum ich dieses Jahr nicht viele Interviews geben werde. Denn das geht auf Kosten meines Privatlebens sowie auf Kosten der Gruppe.“

U2 veröffentlichte das Lied schließlich am 9. März 1987 auf dem Album The Joshua Tree, welches Bono jedoch als unvollständig betrachtet, „da With or Without You ohne die beiden Songs Walk to the Water und Luminious Times unverständlich wäre.“ Daraufhin wurden die beiden Lieder, die nicht auf dem Album erschienen waren, als B-Seite der Single veröffentlicht.

„Auf der With or Without You EP, da sind drei Lieder drauf, die alle von Besessenheit, von dieser Art der Sexualität handeln. Ich hätte am liebsten eine ganze Seite, eine ganze Platte gemacht. Diese Single ist etwas zusammengedrängt.“

Neben dem Album The Joshua Tree und der Single erschien das Lied auch auf dem The Best of 1980–1990-Album sowie auf der 20-Jahre-Deluxe-Version von The Joshua Tree. Es ist ebenfalls auf der CD U218 Singles zu finden.
Live-Versionen finden sich auf der DVD U218 Singles (Live in Mailand, 2005), dem 1988 erschienenen Film U2: Rattle and Hum, sowie auf der DVD 20 Jahre The Joshua Tree (Live in Paris, 1987). Eine weitere Live-Version ist auf der Please EP zu finden (Live in Rotterdam, 18. Juli 1997).
Um das im Jahr 1987 neu entwickelte Philips-CDV-System zu testen, wurde die Single auch in einem CD-Video-Format veröffentlicht, das sowohl Audio- als auch Videotracks enthielt. Da diese Edition nur in einer sehr geringen Stückzahl (circa 50 Stück) hergestellt wurde, gilt es heute als eines der seltensten Sammlerstücke.

## Musikalisches
Das Lied ist in D-Dur geschrieben und beruht größtenteils auf D-Dur-Akkorden. In den Abschnitten, in denen dies nicht der Fall ist, verwendet die Band die Akkordfolge: D – A7sus4 – Bm7 – Gsus9. Dieses Harmonische Ostinato wird durch die Grundtöne des Bassisten Adam Clayton und des Gitarristen The Edge ausgedrückt.

(Hörbeispiel: Herunterladen, Informationen, Volles Notenbeispiel) Harmonisches Ostinato (D – A7sus4 – Bm7 – Gsus9) aus dem Solo, welches With or Without You abschließt.

Bei seiner Veröffentlichung wurde With or Without You als ein Resultat eines völlig neuen musikalischen Weges angesehen, was sich vor allem auf die Verwendung der infinite guitar zurückführen lässt. Zum Erzeugen der unendlich klingenden Töne nutzte The Edge die von Michael Brook entwickelte Technik (infinite guitar), bei der ein auf das Feedback reagierender elektronischer Sensor die Erzeugung einer beliebig langen Ausklangsphase des Tones samt einer Veränderung der Obertonstruktur mittels eines Equalizers ermöglicht. With or Without You gilt als erster erfolgreicher Song, in dem diese Technik verwendet wird.

„Es hat einen ähnlichen Effekt wie ein E-Bow, doch der Nachteil eines E-Bow ist, dass er entweder an oder aus ist, wohingegen dies dir alle Zwischenstufen zwischen keiner Aufrechterhaltung und unendlicher Aufrechterhaltung gibt, sowie unterschiedliche Erscheinungen einer Note ermöglicht.“

The Edge verwendet einen Delay-Effekt, einen echoähnlichen Klang. Hierbei nutzt er ein 3/16tel Delay, was 410 ms bei 110 bpm entspricht. Die Verwendung des Delay-Effekts erklärt The Edge damit, dass es ihm eine unlimitierte Vielzahl an musikalischen Konstruktionen ermögliche.
Durch die Verwendung der Delay-Technik sowie der Infinite-Guitar betrat U2 mit With or Without You also einen völlig neuen musikalischen Weg, so dass die Bandmitglieder zeitweise befürchteten, der Song würde von keiner Radiostation gespielt werden.

„Unsere Musik in den 80ern, wenn ich heute darauf zurückschaue … die war so völlig aus dem Gleichschritt mit allem anderen geraten. Etwas, das heute übliches Radiofutter ist wie With or Without You … Sie müssen verstehen, das ist schon ein sehr seltsam klingendes Lied, es klingt nur normal, weil man es so oft gehört hat. Irgendwie flüstert es sich seinen Weg frei und … dieser verrückte Gitarrenpart auf The Edges Infinite Guitar … Es war schon eine sehr ungewöhnlich klingende Platte.“

## Live-Aufführungen
With or Without You wurde beim zweiten Konzert der The Joshua Tree Tour am 4. April 1987 in Tempe im US-Bundesstaat Arizona zum ersten Mal aufgeführt. Danach wurde es zu einem festen Bestandteil der restlichen Tour, und die Band spielte ihn auch bei den meisten Auftritten der Lovetown-Tour im Jahr 1989. In dieser Zeit fielen vor allem die Zugaben am Ende des Songs auf, welche nicht auf der Studioversion zu finden sind. Obwohl The Edges Solo in der Studioversion langsam ausklingt, wurde es live dazu benutzt, eine zusätzliche Strophe aufzubauen. The Edge beschrieb dies wie folgt:

„Das ist eigentlich mein Lieblingsgitarrenpart vom ganzen Album, und eigentlich ist es einer der einfachsten. Es ist, als ob es so leicht einfach in ein großes Solo hätte übergehen gehen können, wissen Sie, und es war etwas unglaublich Befriedigendes … das Ende dieser Melodie […] Das ist das komplette Gegenteil [Anm. zu einem großen Solo], der entspannteste, undramatischste Gitarrenpart.“

Die auf das Solo folgenden Verse lauteten „we’ll shine like stars in the summer night / we’ll shine like stars in the winter night / one heart, one hope, one love“. Gelegentlich traten sie auch in einer leicht abgewandelten Form dieser Zeilen auf. Bei manchen Auftritten beendete Bono das Lied auch mit Gesangsteilen aus Liedern anderer Künstler, wie zum Beispiel einer Strophe aus Joy Divisions Lied Love Will Tear Us Apart.
U2 spielten With or Without You auch fast bei jedem einzelnen Konzert der Zoo TV Tour sowie bei jedem Konzert der Popmart Tour. Während des dritten Abschnitts der Elevation-Tour nahm die Band den Song aus dem Programm und führte ihn erst während der Vertigo Tour wieder vereinzelt auf. Dort gewann der Song wieder seinen ursprünglichen Status und wurde im zweiten Abschnitt der Tour in Europa wieder ins Programm aufgenommen.
Insgesamt wurde With or Without you auf bisher 694 Konzerten gespielt (Stand: April 2013). Das letzte Mal, dass U2 ein Konzert mit With or Without You abschlossen, war am 7. Oktober 2005 während der Vertigo Tour im Madison Square Garden in New York.
Zur Bühnenshow für With or Without You wählt Bono gewöhnlich eine Frau aus dem Publikum aus, für welche er das Lied auf der Bühne singt.

## Videoclip
Das Musikvideo zu With or Without You wurde im Februar 1987 in Dublin gedreht. Der Videoclip ist zum größten Teil schwarz-weiß gehalten und spielt vor allem mit den Hell-Dunkel-Kontrasten sowie einer zum Teil „stürmischen“ Kameraführung, vor allem gegen Ende des Videos.
Zu Beginn des Musikvideos werden die Bandmitglieder relativ bewegungslos beim Spielen des Lieds gezeigt, während im Hintergrund Szenen eines Sturms zu sehen sind. Die Band wird gegen Ende des Songs immer unruhiger, so dass Bono beispielsweise seine Gitarre um sich herum schleudert. Der Videoclip passt sich also der musikalischen Gestaltung des Lieds an, welches zu Beginn relativ ruhig beginnt, am Schluss jedoch sehr energiegeladen endet.
Zwischen dem Auftritt der Band sind einige Szenen aus einem Gewitter, wie zum Beispiel Blitze oder Bäume, die im Wind zittern, hineingeschnitten worden. Des Weiteren sieht man auch einen Mann, der mit einer Taschenlampe an einem stürmischen Meeresufer entlang wandert (passend zu der Songzeile „Through the storm we reach the shore“). Am Ende wird darüber hinaus auch noch eine unbekannte Frau in einem weißen Gewand gezeigt, welche von einem stürmischen Wind umweht wird.
In einem Interview beschrieb The Edge den Sonderweg, den U2 zu dieser Zeit mit ihrer Musik sowie mit ihren Musikvideos betrat:

„Es klingt überhaupt nicht wie die anderen Sachen aus dieser Zeit. Es stammt nicht aus einer 80er-Jahre-Mentalität. Es ist, als käme es von einem völlig anderem Ort […] Und ich habe mir einige Videos aus dieser Zeit angeschaut, wissen Sie, und unsere Videos waren so anders, so … als wären sie von einem völlig anderen Ort.“

Das Video wurde bei den MTV Video Music Awards 1987 für sieben Kategorien nominiert und gewann den Viewer’s Choice Award. Bei den Rolling Stone Magazine Music Awards 1987 wurde es als zweitbestes Musikvideo des Jahres ausgezeichnet.

## Kritiken
Von Musikkritikern wurde With or Without You größtenteils positiv aufgenommen.
Steve Pond, ein Kritiker für den Rolling Stone, erkennt am Album The Joshua Tree und somit auch am Lied With or Without You den musikalischen Wandel, den U2 zu dieser Zeit vollzogen hat. Anstatt auf stürmische Hymnen, die vor allem die vorhergehenden Alben geprägt hatten, lege die Band nun mehr Wert auf schöpferisch angelegte Melodien. Dazu gehöre auch With or Without You, welches der Kritiker als einen Rock-’n’-Roll-Bolero beschreibt, der auf einem beruhigenden Anfang aufbaut und zu einem widerhallenden Höhepunkt übergehe.
Der BBC-Kritiker Daryl Easlea betrachtet With or Without You als Alleinstellungsmerkmal des Albums, welches die beiden Stränge der Albumöffner Where the Streets Have No Name und I Still Haven’t Found What I’m Looking For zusammenführt. Des Weiteren hält er das Lied für eine Demonstration der Leistungsfähigkeit, welche die Band erlangt habe, und sieht in der musikalischen Gestaltung eine Parallele zum wachsenden Erfolg von U2.
Josh Tyrangiel, ein Kritiker für das Time Magazin, hebt The Edges Gitarrenspiel hervor, welches so viel Raum zwischen den einzelnen Noten lasse, dass man dazwischen eine Autoreise machen könnte. Darüber hinaus lobt er auch Bono, welcher in With or Without You an seiner oberen Grenze singe.
Diese Ansicht teilt auch der Hot-Press-Kritiker Bill Graham, der ebenfalls Bonos Gesang als sehr kontrolliert und abwechslungsreich hervorhebt. Darüber hinaus sieht er in dem Vers „And you give yourself away“ den Schlüssel zum U2-Ethos.
Eine negative Kritik erhält der Song von dem Austin-Chronicle-Kritiker Greg Beets, der zwar in With or Without You ebenfalls die Hauptsingle des Albums sieht, aber mit der musikalischen Interpretation des Textes nicht zufrieden ist. Die melodische Bassline und die gewissermaßen romantische Aufmachung des Liedes würde die quälende Unentschlossenheit, die aus dem Text hervorgehe, nicht adäquat wiedergeben. Dies vergleicht der Kritiker mit dem Lied Every Breath You Take von The Police, welches auf die gleiche Art und Weise das Thema Stalking schönfärbe. Greg Beets fügt hinzu, dass die Band in dem Lied With or Without You zu weit in Simple-Minds-Territorium vorstoßen würde und es ihnen dadurch nicht gelänge Gefühle mittels Musik zu vermitteln. Dies hätten sie allerdings bei anderen Liedern des Albums, wie zum Beispiel Running to Stand Still und Mothers of the Disappeared, perfekt geschafft.

## Rezeption
Nominierungen
MTV Video Music Awards 1987
- Best Video of the Year
- Best Group Video
- Best Overall Performance
- Best Editing
- Best Cinematography
- Best Direction

Preise
MTV Video Music Awards 1987
- Viewer’s Choice Award

Rolling Stone Magazine Music Awards 1987
- Best Single
- 2nd Best Video

## Kommerzieller Erfolg

### Chartplatzierungen
With or Without You besetzte bereits kurz nach der Veröffentlichung Top-10-Positionen in vielen verschiedenen Hitparaden. Es war die erste U2-Single, die in den USA den ersten Platz der Billboard Charts erreichte und sie konnte diese Position drei Wochen lang besetzen. Darüber hinaus erreichte der Song die Top 10 der britischen Singlecharts und hielt sich für elf Wochen in den Top 75. In Deutschland erreichte der Song Platz 7 und schaffte es sich sieben Wochen in den Top 10 zu behaupten.
| ChartsChartplatzierungen       | Höchstplatzierung | Wochen/ Monate |
| ------------------------------ | ----------------- | -------------- |
| Deutschland (GfK)              | 7 (19 Wo.)        | 19 Wo.         |
| Irland (IRMA)                  | 1 (7 Wo.)         | 7 Wo.          |
| Österreich (Ö3)                | 15 (4 Mt.)        | 4 Mt.          |
| Schweiz (IFPI)                 | 10 (14 Wo.)       | 14 Wo.         |
| Vereinigte Staaten (Billboard) | 1 (18 Wo.)        | 18 Wo.         |
| Vereinigtes Königreich (OCC)   | 4 (19 Wo.)        | 19 Wo.         |

| ChartsJahrescharts (1987)      | Platzierung |
| ------------------------------ | ----------- |
| Deutschland (GfK)              | 32          |
| Vereinigte Staaten (Billboard) | 15          |

### Auszeichnungen für Musikverkäufe
| Land/Region                  | Auszeichnungen für Musikverkäufe (Land/Region, Auszeichnung, Verkäufe) | Verkäufe  |
| ---------------------------- | ---------------------------------------------------------------------- | --------- |
| Brasilien (PMB)              | Gold                                                                   | 30.000    |
| Dänemark (IFPI)              | Platin                                                                 | 90.000    |
| Deutschland (BVMI)           | Platin                                                                 | 600.000   |
| Frankreich (SNEP)            | Platin                                                                 | 200.000   |
| Italien (FIMI)               | 2× Platin                                                              | 140.000   |
| Kanada (MC)                  | Gold                                                                   | 50.000    |
| Neuseeland (RMNZ)            | 4× Platin                                                              | 120.000   |
| Österreich (IFPI)            | Gold                                                                   | 50.000    |
| Portugal (AFP)               | Platin                                                                 | 10.000    |
| Spanien (Promusicae)         | 3× Platin                                                              | 180.000   |
| Vereinigtes Königreich (BPI) | 3× Platin                                                              | 1.800.000 |
| Insgesamt                    | 3× Gold · 16× Platin ·                                                 | 3.270.000 |

## Coverversionen
With or Without You ist nach I Still Haven’t Found What I’m Looking For das am zweithäufigsten gecoverte Lied von U2 und wurde von Künstlern aus den verschiedensten Genres neu bearbeitet.
Zu den frühesten Bearbeitungen des Liedes gehört With or Without U2 von der Punkband Jawbreaker, ein 1991 auf einer gemeinsam mit Jawbox veröffentlichten Split-Single erschienener Titel, der als With-or-Without-You-Cover beginnt und später in den Song Skulls von den Misfits übergeht.
Danach folgten zahlreiche Coverversionen von Bands aus dem Rock- und Pop-Bereich. So coverte zum Beispiel 1993 das italienische Pop-Duo Double You den Song; die englische Elektro-Pop-Gruppe Heaven 17 veröffentlichte eine Version auf ihrem 1997 erschienenen Tribut-Album We Will Follow: A Tribute to U2. Im selben Jahr nahm auch die Sängerin Mary Kiani eine Version des Liedes für ihr Album Long Hard Funky Dreams auf und stieg damit auf Platz 46 der Britischen Charts. Promo-CDs enthalten ein Zitat von The Edge, der die Coverversion im Namen der ganzen Band gutheißt.
Im Jahr 2000 veröffentlichte die niederländische Rockgruppe Kane eine Coverversion des Songs auf ihrer Live-CD/DVD With or Without You, welche in Rotterdam aufgenommen wurde. Auch die US-amerikanische Rockband Finch spielte eine Live-Version des Liedes bei einigen Konzerten, welche allerdings nicht auf CD oder DVD erschien. Die japanische Sängerin Hikaru Utada coverte bei der japanischen Variante von MTV Unplugged im Jahr 2001 den Song ebenfalls als Live-Version. 2006 spielte die englische Rockgruppe Keane in der BBC Radio 1 Live Lounge eine Akustik-Coverversion von With or Without You, welche später auf dem Doppelalbum BBC Radio 1’s Live Lounge erschien.
Eine der neueren Bearbeitungen des Liedes stammt von der japanischen Rockband Glay, welche das Lied im Jahr 2008 neu aufnahm.
Neben diesen Coverversionen aus dem Rock- und Pop-Genre, wurde der Song auch in anderen Musikrichtungen neu bearbeitet. So veröffentlichte beispielsweise Gregorian, eine Gesangsgruppe, die moderne Pop- und Rocksongs im mittelalterlichen Musikstil bearbeitet, das Lied auf ihrem 2003 erschienenen Album Masters of Chant Chapter IV. Auch der belgische Mädchenchor Scala & Kolacny Brothers nahm eine Coverversion von With or Without You im Jahr 2005 auf.
Auch im Bereich der klassischen Musik blieb das Lied nicht unbeachtet und wurde im Jahr 2000 vom Royal Philharmonic Orchestra als Instrumentalversion auf dem Album Mancini Rocks the Pops veröffentlicht.
2008 veröffentlichte der belgische Akustik-Gitarrist Jacques Stotzem auf der CD „Catch the Spirit“ eine rein akustische Version dieses Liedes.
2004 schuf Köbes Underground, eine Musikgruppe im Kölner Karneval und Hausband der alternativen Kölner Karnevalsveranstaltung Stunksitzung, deren Spezialität Coverversionen bekannter Pop- und Rockmusik-Melodien mit neuen Texten sind, die Bezug auf Köln nehmen und zum Teil auch auf Kölsch, ihre Version mit dem Titel „Wegen dem Brauchtum“. Diese ist seither eine Art Hymne geworden und wird regelmäßig als eine der Zugaben dargeboten.

## Nutzung in Film und Fernsehen
With or Without You wurde zweimal in der amerikanischen Sitcom Friends als Leitmotiv für das Scheitern von Rachels und Ross’ Beziehung verwendet. In der achten Folge der 2. Staffel (The One with the List) lässt Ross den Song im Radio spielen, um Rachel um Verzeihung zu bitten. In der 15. Folge der 3. Staffel (The One where Ross and Rachel Take a Break) hat der Song erneut einen Auftritt. Nachdem Ross und Rachel eine Beziehungspause eingelegt haben, trifft Ross in einer Diskothek auf eine Frau. Dort erzählt er dieser, dass With or Without You sein Lieblingslied sei, als dieses gerade gespielt wird.
Das Lied wurde auch der Episode Valentine’s Day der NBC-Serie The Office aus dem Jahr 2005 als Hintergrundmusik einer Amateurvideozusammenstellung über das Berufsleben einer Papierfabrik in Scranton, Pennsylvania benutzt. Darüber hinaus kann der Song ebenfalls in der Folge 8:03 AM der US-amerikanischen Krimiserie Cold Case – Kein Opfer ist je vergessen gefunden werden.
Des Weiteren diente das Lied in Tommy Lee Jones’ 1994 erschienenem Film Explosiv – Blown Away bei einer Bombenexplosion als Soundtrack.
Im Jahr 2000 wurde Hamish Cowans Coverversion des Songs als Hintergrund für eine Beerdigungsszene in dem australischen Film Das Geheimnis der Alibrandis verwendet.
In der 311. Folge der deutschen Actionserie Alarm für Cobra 11 wird das Lied am Ende gespielt.
In der 14. Staffel der deutschen Telenovela Sturm der Liebe von November 2017 bis Oktober 2018 war es das Liebeslied des Protagonisten-Paares Alicia und Viktor und wurde entweder in der Originalversion oder in der Version von Scala & Kolacny Brothers immer zu besonderen Momenten beziehungsweise Gedanken der beiden aneinander eingespielt.